# Sĕntĕrvărri
Sĕntĕrvărri o Mariïnski Possad (txuvaix: Сĕнтĕрвăрри [sënʲdʲërʲʋəˈrʲːi], Sĕntĕrvărri, Sentervarrí; rus: Марии́нский Поса́д, Mariïnski Possad) és una ciutat de la República de Txuvàixia, a Rússia. Es troba a la riba dreta del riu Volga, a 36 km a l'est de Xupaixkar/Txeboksari, la capital de la república. Disposa d'un petit port en què, en general, s'aturen els vaixells de passatgers que fan la ruta entre Xupaixkar i Kazan. El 2021 tenia 7.851 habitants.
La població es troba al marge dret del Volga, notablement més elevat que l'esquerra. Està travessada per petits rius, els més notables dels quals són el Sundírok superior i l'inferior. Això fa que estigui entretallada de barrancs i hi hagi canvis d'elevació dins de la població i en els seus voltants, el que li dona un aspecte pintoresc. Segons la llegenda, Caterina II va visitar un dels turons de la ciutat, anomenat Gosudáreva Gorà (la Muntanya del Sobirà) (196 msnm).

## Història
La localitat és esmentada per primera vegada el 1620 amb el nom rus de Sundir (en txuvaix, Sĕntĕr). El 1746 la població masculina era de 1300 persones. Gràcies a la presència d'un moll, va començar a desenvolupar-s'hi l'artesania i el comerç. Al final del segle xviii, s'hi comptaven sis molins i tres destil·leries. L'any 1844 es va demanar l'elevació de Sundir, englobant-hi els pobles veïns de Konovàlovo, Denísovo i Voroixílovo, a la categoria de ciutat, sota el nom de Mariïnski. El 18 de juny de 1856, per decret de l'emperador Alexandre II, en honor a la seva dona, l'assentament va ser rebatejat com a ciutat de Mariïnski Possad. Això va dinamitzar la localitat, que el 1861 comptava amb 127 artesans, 5 bòbiles, una adoberia, un taller de rodes i destil·leries. A la segona meitat del segle xix, la ciutat va adquirir fama per les seves fires, que se celebraven cada any a l'estiu i a la tardor.
L'any 1872, es fundà la destil·leria Mariïnsko-Posadski prop del poble veí d'Amatxkin/Amàtxkino. A la dècada de 1870, s'obrí una biblioteca a la ciutat. L'any 1910, hi vivien 6.167 persones. Hi havia sis institucions educatives, un hospital, tres esglésies i onze capelles. Cal assenyalar que llavors la ciutat gairebé havia igualat en habitants Xupaixkar, el cap de l'uiezd que el 1913 tenia 6700 habitants.
En convertir-se Xupaixkar en la capital de l'Óblast Autònom de Txuvàixia el 1920, Sĕntĕrvărri va esdevenir el cap de l'uiezd de Xupaixkar des de 1921 fins a la seva dissolució, el 1927.
Durant l'època soviètica, s'hi van desenvolupar activitats industrials. Fins a la Segona Guerra Mundial, es va posar en marxa una drassana on es construïen barcasses i embarcacions. També hi havia una tonelleria, una lleteria, una central elèctrica i una impremta, a més de tallers d'artesania i tres escoles tècniques. Més endavant obriria una empresa de reparació de vehicles, una fàbrica de cables i empreses agroalimentàries.
Després de la caiguda de l'URSS, part de les empreses ha plegat i d'altres han disminuït la seva producció. En conseqüència, el nombre d'habitants ha començat a declinar.

## Població
|          | 1959  | 1970   | 1979  | 1989   | 2002   | 2010  | 2021  |
| -------- | ----- | ------ | ----- | ------ | ------ | ----- | ----- |
| Població | 8.700 | 10.618 | 9.867 | 10,550 | 10.273 | 9.088 | 7.851 |

Per nacionalitats, la distribució de la població de Sĕntĕrvărri és relativament semblant de la república, amb els txuvaixos que representen prop de dos terços dels habitants i els russos que formen la gran majoria restant.
| Població de Txuvàixia per nacionalitats (cens de 2002) | Població de Txuvàixia per nacionalitats (cens de 2002) | Població de Txuvàixia per nacionalitats (cens de 2002) | Població de Txuvàixia per nacionalitats (cens de 2002) |
| Nacionalitat                                           | Total                                                  | Població urbana                                        | Sĕntĕrvărri                                            |
| ------------------------------------------------------ | ------------------------------------------------------ | ------------------------------------------------------ | ------------------------------------------------------ |
| Txuvaixos                                              | 67,1%                                                  | 56,1%                                                  | 68,1%                                                  |
| Russos                                                 | 26,5%                                                  | 38,3%                                                  | 27,8%                                                  |
| Tàtars                                                 | 2,8%                                                   | 1,9%                                                   | 1,5%                                                   |
| Mordovians                                             | 1,2%                                                   | 1,0%                                                   | 0,3%                                                   |
| Altres nacionalitats                                   | 2,4%                                                   | 2,7%                                                   | 2,3%                                                   |

En el conjunt del districte de Sĕntĕrvărri, sense incloure-hi la ciutat, els txuvaixos formen el 94,7% de la població. Aquesta gran majoria de txuvaixos és de les més altes de Txuvàixia, on vuit districtes superaven, segons el cens de 2002, el 95% de població rural txuvaixa (set d'ells al nord de la república, com és el cas de Sĕntĕrvărri).

## Turisme
Els principals llocs turístics de la ciutat són la Muntanya del Sobirà, la catedral de la Santíssima Trinitat (1726), l'església de la Mare de Déu de Kazan (1761), el museu d'història local i la galeria d'art.